# Oakes Ames
Oakes Ames (Easton, 1804. január 10. – Easton, 1873. május 8.) amerikai üzletember, befektető és politikus. Az Egyesült Államok képviselőházának tagja volt Massachusetts állam képviseletében. Szerepe az első transzkontinentális vasútvonal Union Pacific Railroad által épített szakaszának megépítésekor sok történész szerint egy személyben meghatározó. A Crédit Mobilie vasútépítő vállalat részvényeinek helytelen eladása miatt később kirobbant botrány kapcsán is ismert.

## Vasútépítés
Befolyása révén szerződéseket szerzett családi cége számára a Union Pacific vasútvonala építésében, és a család szinte teljes vagyonát feltőkésítette a projekthez. A szerződéseket később átruházták az amerikai Crédit Mobilier Company of America-ra, miután Ames kiszorította az alapítót, Thomas Durantot. Testvérét, Olivert 1866-ban nevezték ki az UP elnökévé. Az első transzkontinentális vasútvonal végül 1869-ben készült el.
1872-ben nyilvánosságra került, hogy Ames a Crédit Mobilier részvényeit kongresszusi képviselőtársainak adta el, jóval a részvények piaci értéke alatti áron. Az ezt követő nyilvános botrány a képviselőházi vizsgálathoz vezetett, amely hivatalosan is javasolta a kizárását. 1873. február 28-án a képviselőház határozatot fogadott el, amelyben hivatalosan elmarasztalta Ames-t, "amiért megpróbálta a kongresszus figyelmét egy olyan vállalat ügyeire irányítani, amelyben érdekelt volt, és amelynek érdekei közvetlenül a kongresszus törvényhozásától függtek, azáltal, hogy a kongresszus tagjait arra ösztönözte, hogy fektessenek be az említett vállalat részvényeibe." Kritikusai "Hoax Ames"-ként emlegették. Ames nem sokkal később a massachusettsi North Eastonban halt meg.
1883. május 10-én, a vasút befejezésének 14. évfordulóján Massachusetts állam törvényhozása határozatot fogadott el, amelyben felmentette Ames-t. Fia, Oliver Ames 1887 és 1890 között Massachusetts kormányzója volt.